# Dynamo de Houston
Maillots
Actualités
Dernière mise à jour : 8 novembre 2022.
Le Dynamo de Houston (en anglais Houston Dynamo) est un club de football franchisé évoluant dans la Major League Soccer à Houston dans le Texas. Issue d'une relocalisation, elle est connue comme l'une des moins dépensières en MLS .

## Histoire

### Dates importantes
- 2005 : l'équipe des Earthquakes de San José déménage à Houston (Texas) et devient Houston 1836
- 2006 : à la suite de protestations de membres de la communauté hispanique du Texas, la franchise est rebaptisée Dynamo de Houston

## Palmarès et résultats

### Palmarès
| Compétitions nationales | Compétitions internationales |
| - Coupe MLS (2) - Vainqueur : 2006 et 2007. - Finaliste : 2011 et 2012. - Conférence Ouest de la MLS (2) - Vainqueur : 2006 et 2007. - Conférence Est de la MLS (2) - Vainqueur : 2011 et 2012. - Coupe des États-Unis (2) - Vainqueur : 2018 et 2023. | - Ligue des champions de la CONCACAF - Demi-finaliste : 2007 et 2008. - Sept participations. Compétition disparue - SuperLiga - Finaliste : 2008. - Trois participations. |

### Bilan par saison
| Saison | Saison régulière | Saison régulière | Saison régulière | Saison régulière | Saison régulière | Saison régulière | Saison régulière | Position | Position | Coupe MLS                 | US Open Cup         | Ligue des champions CONCACAF     | Affl. moy. saison régulière | Affl. moy. séries éliminat. |
| Saison | M                | V                | N                | D                | BP               | BC               | Pts              | Conf.    | Ligue    | Coupe MLS                 | US Open Cup         | Ligue des champions CONCACAF     | Affl. moy. saison régulière | Affl. moy. séries éliminat. |
| ------ | ---------------- | ---------------- | ---------------- | ---------------- | ---------------- | ---------------- | ---------------- | -------- | -------- | ------------------------- | ------------------- | -------------------------------- | --------------------------- | --------------------------- |
| 2006   | 32               | 11               | 13               | 10               | 44               | 40               | 46               | 2e/6     | 5e/12    | Champion                  | Demi-finale         | Non qualifié                     | 18 937                      | 20 274                      |
| 2007   | 30               | 15               | 7                | 8                | 43               | 23               | 52               | 2e/6     | 3e/13    | Champion                  | Troisième tour      | Demi-finale (SL)                 | 15 883                      | 30 530                      |
| 2008   | 30               | 13               | 12               | 5                | 45               | 32               | 51               | 1er/7    | 2e/14    | Demi-finale de conférence | Troisième tour      | Demi-finale                      | 16 939                      | 30 053                      |
| 2008   | 30               | 13               | 12               | 5                | 45               | 32               | 51               | 1er/7    | 2e/14    | Demi-finale de conférence | Troisième tour      | Finale (SL)                      | 16 939                      | 30 053                      |
| 2009   | 30               | 13               | 9                | 8                | 39               | 29               | 48               | 2e/8     | 3e/15    | Finale de conférence      | Demi-finale         | Quart de finale Phase de groupes | 17 047                      | 27 465                      |
| 2010   | 30               | 9                | 6                | 15               | 40               | 49               | 33               | 7e/8     | 12e/16   | Non qualifié              | Quart de finale     | Non qualifié Demi-finale (SL)    | 17 310                      | N/Q                         |
| 2011   | 34               | 12               | 13               | 9                | 45               | 41               | 49               | 2e/9     | 6e/18    | Finaliste                 | Non qualifié        | Non qualifié                     | 17 694                      | 24 749                      |
| 2012   | 34               | 16               | 9                | 9                | 53               | 44               | 57               | 5e/10    | 9e/19    | Finaliste                 | Troisième tour      | Quart de finale                  | 20 985                      | 21 395                      |
| 2013   | 34               | 14               | 9                | 11               | 41               | 41               | 51               | 4e/10    | 9e/19    | Demi-finale               | Huitièmes de finale | Non qualifié                     | 19 923                      | 21 395                      |
| 2014   | 34               | 11               | 6                | 17               | 39               | 58               | 39               | 8e/10    | 14e/19   | Non qualifié              | Huitièmes de finale | Non qualifié                     | 20 117                      | N/Q                         |
| 2015   | 34               | 11               | 9                | 14               | 42               | 49               | 42               | 8e/10    | 15e/20   | Non qualifié              | Quart de finale     | Non qualifié                     | 20 618                      | N/Q                         |
| 2016   | 34               | 7                | 13               | 14               | 39               | 45               | 34               | 10e/10   | 19e/20   | Non qualifié              | Quart de finale     | Non qualifié                     | 19 597                      | N/Q                         |
| 2017   | 34               | 13               | 11               | 10               | 57               | 45               | 50               | 4e/11    | 10e/22   | Finale de conférence      | Huitièmes de finale | Non qualifié                     | 17 500                      | 17 319                      |
| 2018   | 34               | 10               | 8                | 16               | 58               | 58               | 38               | 9e/12    | 17e/23   | Non qualifié              | Champion            | Non qualifié                     | 16 909                      | N/Q                         |
| 2019   | 34               | 12               | 4                | 18               | 49               | 59               | 40               | 10e/12   | 19e/24   | Non qualifié              | Huitièmes de finale | Quart de finale                  | 15 874                      | N/Q                         |
| 2020   | 23               | 4                | 9                | 10               | 30               | 40               | 21               | 12e/12   | 25e/26   | Non qualifié              | Annulée             | Non qualifié                     | N/A                         | N/Q                         |
| 2021   | 34               | 6                | 12               | 16               | 36               | 54               | 30               | 13e/13   | 25e/27   | Non qualifié              | Non tenue           | Non qualifié                     | 12 220                      | N/Q                         |
| 2022   | 34               | 10               | 6                | 18               | 43               | 56               | 36               | 13e/14   | 25e/28   | Non qualifié              | Huitièmes de finale | Non qualifié                     |                             | N/Q                         |

#### Meilleurs buteurs par saison
| Saison | Meilleurs buteurs | Meilleurs buteurs |
| Saison | Joueurs           | Buts              |
| ------ | ----------------- | ----------------- |
| 2006   | Brian Ching       | 14                |
| 2007   | Brian Ching       | 12                |
| 2008   | Brian Ching       | 14                |
| 2009   | Brian Ching       | 10                |
| 2010   | Brian Ching       | 7                 |
| 2010   | Dominic Oduro     | 7                 |
| 2011   | Brian Ching       | 6                 |

| Saison | Meilleurs buteurs | Meilleurs buteurs |
| Saison | Joueurs           | Buts              |
| ------ | ----------------- | ----------------- |
| 2012   | Will Bruin        | 16                |
| 2013   | Will Bruin        | 10                |
| 2013   | Giles Barnes      | 10                |
| 2014   | Giles Barnes      | 14                |
| 2015   | Will Bruin        | 12                |
| 2016   | Mauro Manotas     | 9                 |

| Saison | Meilleurs buteurs  | Meilleurs buteurs |
| Saison | Joueurs            | Buts              |
| ------ | ------------------ | ----------------- |
| 2017   | Erick Torres       | 14                |
| 2018   | Mauro Manotas      | 25                |
| 2019   | Mauro Manotas      | 15                |
| 2020   | Darwin Quintero    | 7                 |
| 2021   | Fafà Picault       | 11                |
| 2022   | Sebastián Ferreira | 14                |

## Joueurs et personnalités du club

### Entraîneurs
Le tableau suivant présente la liste des entraîneurs du club depuis 2006.
| Rang | Entraîneur             | Nationalité | Début            | Fin              | Matchs | Victoires | Nuls | Défaites | % victoires | Palmarès                       |
| ---- | ---------------------- | ----------- | ---------------- | ---------------- | ------ | --------- | ---- | -------- | ----------- | ------------------------------ |
| 1    | Dominic Kinnear        | États-Unis  | 16 décembre 2005 | 25 octobre 2014  | 377    | 152       | 107  | 118      | 40.32%      | 2x Coupe MLS (2006, 2007)      |
| 2    | Owen Coyle             | Irlande     | 9 décembre 2014  | 25 mai 2016      | 49     | 16        | 11   | 22       | 32.65%      |                                |
| 3    | Wade Barrett (intérim) | États-Unis  | 28 mai 2016      | 26 octobre 2016  | 25     | 6         | 11   | 8        | 24%         |                                |
| 4    | Wilmer Cabrera         | Colombie    | 28 octobre 2016  | 13 août 2019     | 111    | 42        | 24   | 45       | 37.84%      | 1x Coupe des États-Unis (2018) |
| 5    | Davy Arnaud (intérim)  | États-Unis  | 14 août 2019     | 24 octobre 2019  | 9      | 3         | 1    | 5        | 33.33%      |                                |
| 6    | Tab Ramos              | États-Unis  | 25 octobre 2019  | 4 novembre 2021  | 57     | 10        | 21   | 26       | 17.54%      |                                |
| 7    | Paulo Nagamura         | Brésil      | 3 janvier 2022   | 5 septembre 2022 | 31     | 10        | 5    | 16       | 32.26%      |                                |
| 8    | Kenny Bundy (intérim)  | États-Unis  | 5 septembre 2022 | 8 novembre 2022  | 5      | 2         | 1    | 2        | 40%         |                                |
| 9    | Ben Olsen              | États-Unis  | 8 novembre 2022  | En poste         | 0      | 0         | 0    | 0        | %           |                                |

### Effectif actuel (2025)

#### Joueurs prêtés
Le tableau suivant liste les joueurs en prêt pour la saison 2023.
| Joueurs prêtés |    |                        |                 |                     |           |                    |  |
| \| N° \| P. \| Nat. \| Nom \| Date de naissance \| Sélection \| Club en prêt \| \| \| 23 \| D \| \| Kieran Sargeant \| 13/05/2003 (22 ans) \| – \| Lexington SC \| \| \| 999 \| M \| \| Matías Vera \| 20/11/1995 (29 ans) \| – \| Argentinos Juniors \| \| \| 14 \| A \| \| Beto Avila \| 16/10/2000 (24 ans) \| – \| Charleston Battery \| \| |    |                        |                 |                     |           |                    |  |
| N° | P. | Nat.                   | Nom             | Date de naissance   | Sélection | Club en prêt       |  |
| 23 | D  | Drapeau des États-Unis | Kieran Sargeant | 13/05/2003 (22 ans) | –         | Lexington SC       |  |
| 999 | M  | Drapeau de l'Argentine | Matías Vera     | 20/11/1995 (29 ans) | –         | Argentinos Juniors |  |
| 14 | A  | Drapeau des États-Unis | Beto Avila      | 16/10/2000 (24 ans) | –         | Charleston Battery |  |

| N°  | P. | Nat.                   | Nom             | Date de naissance   | Sélection | Club en prêt       |  |
| 23  | D  | Drapeau des États-Unis | Kieran Sargeant | 13/05/2003 (22 ans) | –         | Lexington SC       |  |
| 999 | M  | Drapeau de l'Argentine | Matías Vera     | 20/11/1995 (29 ans) | –         | Argentinos Juniors |  |
| 14  | A  | Drapeau des États-Unis | Beto Avila      | 16/10/2000 (24 ans) | –         | Charleston Battery |  |

## Stade

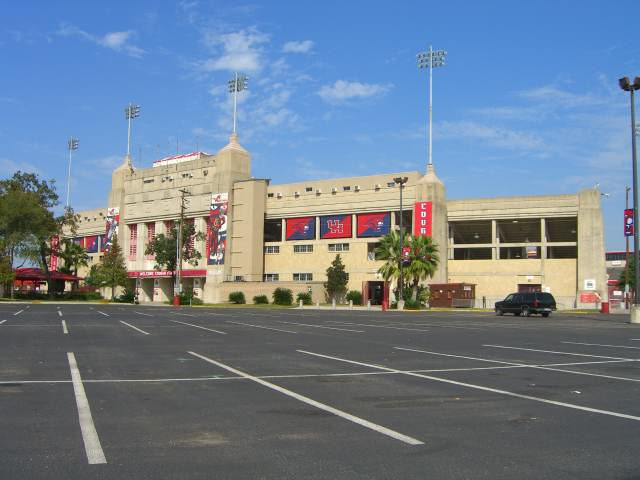
Robertson Stadium, ancien stade du Dynamo de Houston

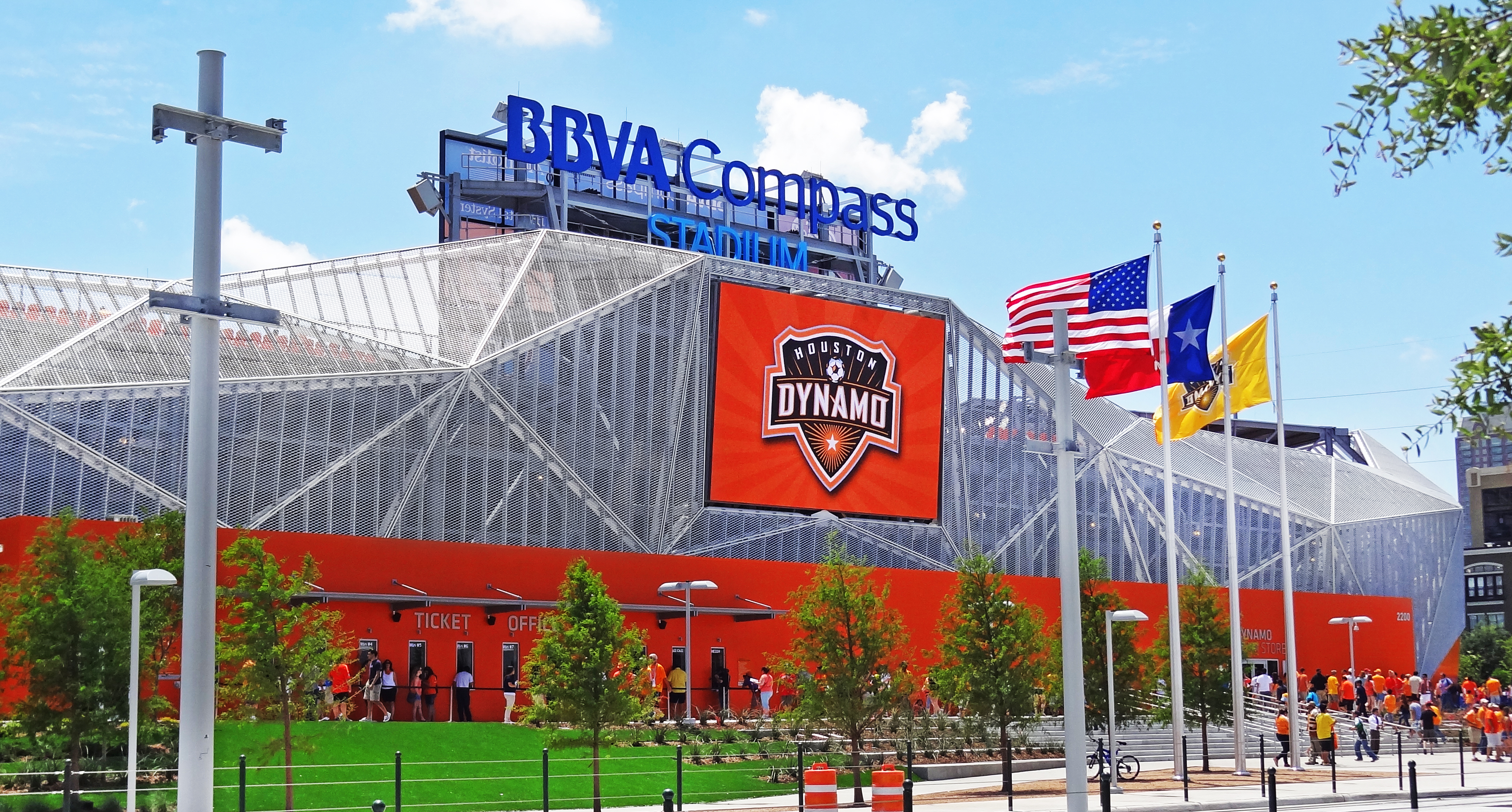
BBVA Compass Stadium

- 2006-2011 : Robertson Stadium (32 000 places)
- depuis 2012 : Shell Energy Stadium (22 039 places)

- Une rencontre de US Open Cup 2006 : Carl Lewis Track & Field Stadium (6 000 places)
- Une rencontre de US Open Cup 2011 et une rencontre de Ligue des champions de la CONCACAF 2007 : Aggie Soccer Stadium (3 500 places)

## Couleurs et blason

2006-2020
Depuis 2021

## Équipe réserve

### Rio Grande Valley FC Toros (2016-2020)

Logo des Rio Grande Valley FC Toros

Les Rio Grande Valley FC Toros sont une nouvelle équipe évoluant dans la USL depuis 2016. Première franchise hybride dans la ligue, elle est administrée à Edinburg, au Texas par le groupe Lone Star, LLC tandis que le domaine sportif est sous la direction du Dynamo de Houston. Ainsi, cette franchise représente un nouveau modèle en Amérique du Nord, entre une équipe réserve et une équipe partenaire facilitant les prêts.

#### Historique
En septembre 2014, les dirigeants du Dynamo de Houston rencontrent les représentants de la USL afin de leur déclarer leur intention d'obtenir une équipe dans la ligue dès la saison 2016. En mars 2015, Bert Garcia annonce que les Vipers de Rio Grande Valley de la NBA D-league ont obtenu les droits pour une franchise en USL, dépendamment de la construction d'un stade et du choix d'un nom pour la nouvelle équipe et confirment un rapport de la Major League Soccer selon lequel le Dynamo serait le partenaire en MLS.
Lors de sa première saison en USL, l'équipe connait un parcours admirable et décroche la deuxième place dans la conférence Ouest mais subit l'élimination dès le premier tour des séries. En fin de saison, l'entraîneur Wilmer Cabrera est promu à la tête de l'équipe première.

#### Bilan par saison
| Année | Ligue | Saison régulière | Saison régulière | Saison régulière | Saison régulière | Saison régulière | Saison régulière | Saison régulière | Position | Position | Séries       | US Open Cup  | Affl. moy. saison régulière | Affl. moy. séries éliminat. | Meilleurs buteurs | Meilleurs buteurs |
| Année | Ligue | M                | V                | N                | D                | BP               | BC               | Pts              | Conf.    | Ligue    | Séries       | US Open Cup  | Affl. moy. saison régulière | Affl. moy. séries éliminat. | Joueurs           | Buts              |
| ----- | ----- | ---------------- | ---------------- | ---------------- | ---------------- | ---------------- | ---------------- | ---------------- | -------- | -------- | ------------ | ------------ | --------------------------- | --------------------------- | ----------------- | ----------------- |
| 2016  | USL   | 30               | 14               | 9                | 7                | 47               | 24               | 51               | 2e       | 5e       | Premier tour | Non éligible | 1 994                       | 2 701                       | Ruben Luna        | 8                 |